# Ko Wen-je
Ko Wen-je (Hsinchu, 6 de agosto de 1959) es un político y médico taiwanés que se desempeñó como alcalde de Taipéi de 2014 a 2022. Actualmente es el presidente del Partido Popular de Taiwán desde 2019, también es candidato presidencial de dicho partido para las elecciones de 2024.
Antes de convertirse en alcalde, fue médico en el Hospital de la Universidad Nacional de Taiwán. También fue profesor en la Facultad de Medicina de la Universidad Nacional de Taiwán y se especializó en campos que incluyen trauma, cuidados intensivos, trasplante de órganos, oxigenación por membrana extracorpórea y órganos artificiales. Debido a su profesión, ha sido apodado Ko P o KP (que significa Profesor Ko, y es como se le conoce habitualmente en la Universidad de Taiwán). Ko fue responsable de estandarizar los procedimientos de trasplante de órganos en Taiwán y fue el primer médico en traer ECMO a Taiwán. Aparte de su práctica, Ko es conocido por sus numerosas apariciones en los medios y entrevistas como comentarista social y político.
En las elecciones a la alcaldía de Taipéi de 2014, Ko se postuló como candidato independiente. Venció al candidato del Partido Progresista Democrático (DPP), Pasuya Yao, en las primarias no oficiales, obteniendo el apoyo del DPP y la Unión de Solidaridad de Taiwán (TSU). Ko ganó las elecciones con 853.983 votos, convirtiéndose en el primer alcalde médico de la ciudad desde la introducción de la elección directa para el cargo.
Se postuló como candidato presidencial para las elecciones de 2024 por el Partido Popular de Taiwán.

## Posiciones políticas
Respecto a la energía nuclear, Ko defiende su uso al largo plazo junto al fomento de energías renovables. Propone la rehabilitación de las centrales recientemente cerradas por el PPD.